# Moorbad Harbach
Moorbad Harbach är en kommun  i Österrike. Den ligger i distriktet Gmünd i förbundslandet Niederösterreich, 130 km väster om huvudstaden Wien. Kommunen gränsar i väster till Tjeckien.
Kommunen består av sex orter (Ortschaften) (inom parentes invånarantal 1 januari 2024):

- Harbach (148)
- Hirschenwies (102)
- Lauterbach (195)
- Maißen (115)
- Schwarzau (9)
- Wultschau (127)